# フェスタ (アルバム)
『フェスタ』は、日本のロックバンド・レミオロメンが2003年3月12日にDAIZAWA RECORDSから発売した1枚目のミニアルバムである。

## 内容
インディーズデビュー作品。
「波」を除く5曲は1stオリジナルアルバム『朝顔』に再録されている。
1stシングル「雨上がり」とともに現在新品で購入可能な貴重なCDである。

## 収録曲
| 全作詞・作曲: 藤巻亮太、全編曲: レミオロメン。 |                        |          |            |      |
| #                                              | タイトル               | 作詞     | 作曲・編曲 | 時間 |
| 1.                                             | 「フェスタ」           | 藤巻亮太 | 藤巻亮太   | 4:33 |
| 2.                                             | 「まめ電球」           | 藤巻亮太 | 藤巻亮太   | 4:04 |
| 3.                                             | 「波」                 | 藤巻亮太 | 藤巻亮太   | 4:00 |
| 4.                                             | 「すきま風」           | 藤巻亮太 | 藤巻亮太   | 3:15 |
| 5.                                             | 「日めくりカレンダー」 | 藤巻亮太 | 藤巻亮太   | 3:12 |
| 6.                                             | 「ビールとプリン」     | 藤巻亮太 | 藤巻亮太   | 4:17 |
| 合計時間:                                      | 合計時間:              | 23:21    |            |      |

### 解説
1. フェスタ
今作の表題曲。後に1stフルアルバム『朝顔』にも収録された。
2. まめ電球
後に1stフルアルバム『朝顔』にも収録された。
3. 波
4. すきま風
後に1stフルアルバム『朝顔』にも収録された。
5. 日めくりカレンダー
後に1stフルアルバム『朝顔』にも収録された。
6. ビールとプリン
後に1stフルアルバム『朝顔』にも収録された。

## 参加ミュージシャン
レミオロメン
- 藤巻亮太
- 神宮司治
- 前田啓介